# Bamble
Bamble ist eine norwegische Kommune im Süden des Fylke Telemark mit 14.310 Einwohnern (Stand 1. Januar 2025). Der Sitz der Verwaltung ist in der Ortschaft Langesund.

## Geografie
Bamble liegt an der Südostküste Norwegens und grenzt an Kragerø im Westen, Drangedal im Nordwesten, Skien im Norden sowie Porsgrunn im Osten. Des Weiteren besteht eine Seegrenze zu Larvik im Südosten. Die Grenze im Westen zu Porsgrunn verläuft dabei im Frierfjord, der sich von Süden kommend in das Land einschneidet. Im Norden liegen mit dem See Rørholtfjorden ein größerer See auf der Grenze zu Drangedal.
Die Gegend ist stark bewaldet, von Grundgebirgshügel geprägt und hat eine zerklüftete Küste. Die Erhebung Hørsfjell stellt mit einer Höhe von 288,17 moh. den höchsten Punkt der Kommune Bamble dar. Das Gestein ist zumeist Kalkstein oder Schiefer. In der Kommune gibt es Mineralvorkommen, wie etwa Zink, Blei, Nickel und Uran, die jedoch nicht mehr abgebaut werden.

## Einwohner
In den 1970er-Jahren kam es zu einem größeren Bevölkerungsanwuchs, der mit dem Aufbau der petrochemischen Produktion einherging. In der Gemeinde liegen mehrere sogenannte Tettsteder, also mehrere Ansiedlungen, die für statistische Zwecke als eine Ortschaft gewertet werden. Diese sind Herre mit 1255 und Botten mit 255 Einwohnern (Stand: 1. Januar 2024). Des Weiteren wurden 10.519 der insgesamt 96.695 Bewohner des Tettsteds Porsgrunn/Skien zu Bamble gerechnet.
Die Einwohner der Gemeinde werden Bamling, Bambling oder Bemling genannt. Bamble hat weder Nynorsk noch Bokmål als offizielle Sprachform, sondern ist in dieser Frage neutral.
| Jahr          | 1986   | 1990   | 1995   | 2000   | 2005   | 2010   | 2015   | 2020   | 2025   |
| ------------- | ------ | ------ | ------ | ------ | ------ | ------ | ------ | ------ | ------ |
| Einwohnerzahl | 13.331 | 13.797 | 14.026 | 14.142 | 14.154 | 14.107 | 14.140 | 14.061 | 14.310 |

## Geschichte

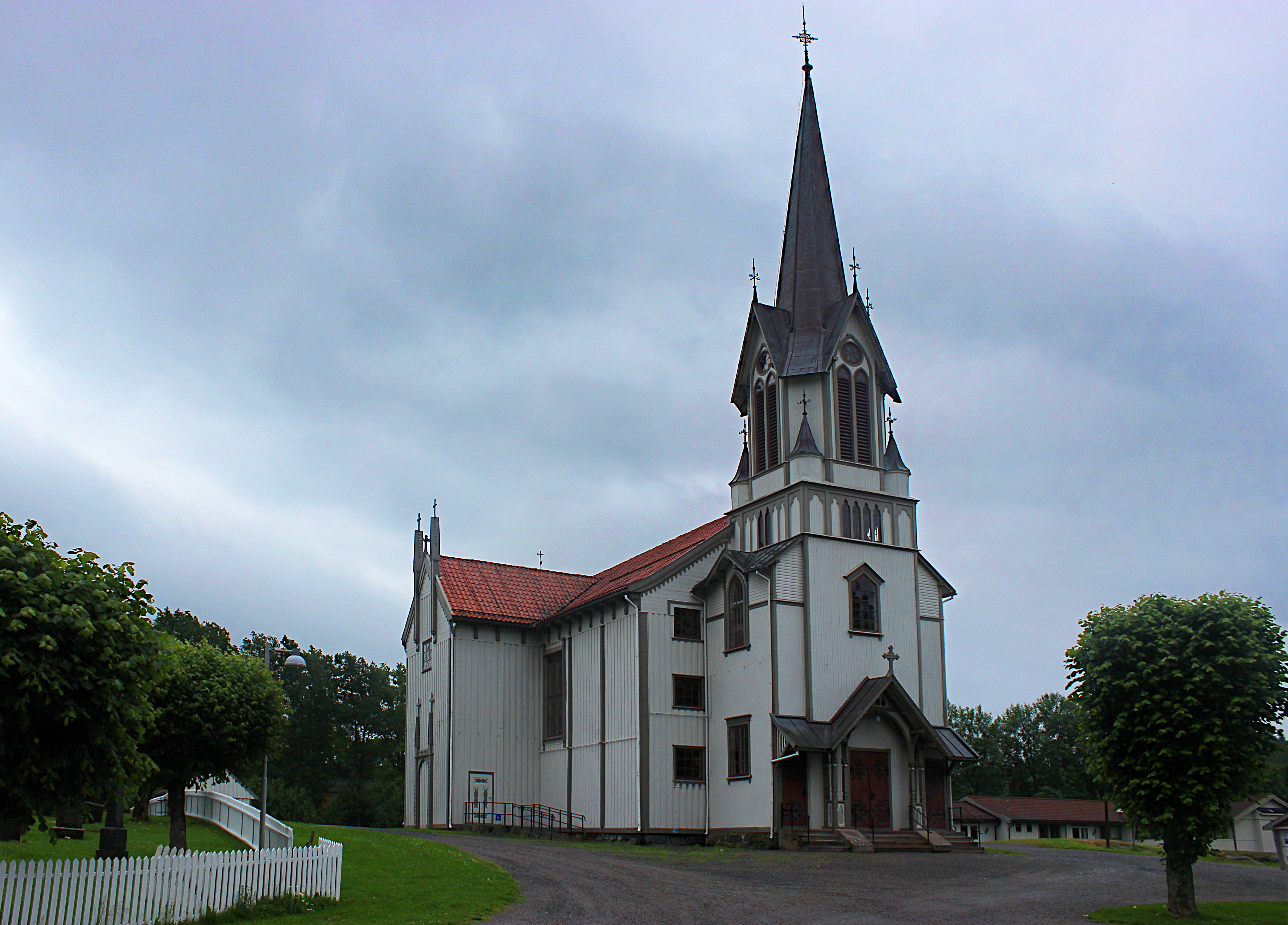
Die 1845 erbaute Olavskirche in Bamble (Bamble kirke)

Zum 1. Januar 1964 wurden die drei Kommunen Langesund, Stathelle und Bamble zur neuen Kommune Bamble zusammengelegt. Langesund brachte 2281 Einwohner mit ein, Stathelle 724 und Bamble hatte vor der Fusion 5237 Einwohner.

## Wirtschaft
Die Seefahrt entwickelte sich früh zu einer wichtigen Einnahmequelle und es liegt in der Kommune eine längere Schiffsbautradition vor. Eine Holzveredlungsanlage gehörte zu den ersten Industriestätten Bambles. Für kurze Zeit wurde in der Gemeinde Nickel abgebaut. In Rafnes wurde in den 1970er-Jahren eine chemische Produktion mit Fabriken für die Herstellung von Ethen, Chlor, Vinylchlorid und Kunststoff aufgebaut. Für die für Ackerbau genutzten landwirtschaftlichen Flächen werden unter anderem für den Anbau von Getreide und Kartoffeln verwendet. Des Weiteren wird ein hoher Anteil der Fläche für Weiden genutzt. Von größerer Bedeutung ist auch die Forstwirtschaft. Im Jahr 2020 arbeiteten von etwa 6500 Arbeitstätigen nur knapp 2900 in Bamble selbst, die weiteren verteilten sich auf Kommunen wie Porsgrunn und Skien.

## Persönlichkeiten
- Knud Karl Krogh-Tonning (1842–1911), Pfarrer und Theologe
- Thor Thorvaldsen (1909–1987), Segler
- Atle Selberg (1917–2007), Mathematiker
- Ruth Ryste (1932–2023), Politikerin
- Bjørn Kjellemyr (1950–2025), Jazzbassist
- Jan-Halvor Halvorsen (* 1963), Fußballspieler und -trainer
- Ivo de Figueiredo (* 1966), Historiker und Biograf
- Jørn Lier Horst (* 1970), Autor